# 夢のつばさ
『夢のつばさ』（ゆめのつばさ）は、2000年9月28日にKIDよりプレイステーションで発売した恋愛アドベンチャーゲーム。2001年7月26日にシナリオ追加などがされたドリームキャスト版『夢のつばさ Fate of Heart』が発売されている。また、2002年3月30日に自社通販サイト上でWindows版も発売された。
父の形見のウルトラライトプレーン（ULP）で空を飛ぼうと志す青年深山直人と、幼なじみ深山勇希、そして突然現れた少女瑞雲しずくの間で揺れ動く直人の心を描いた物語である。
KIDからは本作品と同様に天使を題材としたゲーム『てんたま』が発売されているが、両者の間に関連はない。

## Fate of Heart
勇希の立ちイラストが描き直されているほか、本編クリア後にヒロインごとの追加シナリオが出現する。またドリームキャスト版は『Never7』に続いて公式サイト上で公開されたアペンドストーリーに対応し、それに加え初めて過去の作品のドリームキャスト版における各種ファイルを収録した。内容は以下の通り。
- 『Memories Off Complete』の隠し全出現キーファイル
- 『Never7』の隠し全出現キーファイルおよびアペンドシナリオ
- 『Close to』の隠し全出現キーファイル

また、ドリームキャスト初回版では『Memories Off 2nd』のプロモーションディスクも付録していた。
Windows版はアクセサリーソフト『Angel Present』の内容も収録しているが、アペンドストーリーは収められていない。なおシナリオはドリームキャスト版から変化ないため、追加シナリオ桜花編の「コンシューマーじゃなかったら」「ドリームキャストデビュー」といったセリフもそのままになっている。

## プロローグ
ULP（ウルトラライトプレーン）の技量認定を目指す直人は、ある日ULPの運転中に、軽い接触事故を起こしてしまう。その日の帰り、草原で意識を失って倒れている少女を発見する。彼女を家に連れて帰った直人は、幼馴染の深山勇希に介抱を頼んだ。勇希が帰ると、その少女は瑞雲しずくと名乗った。そして「夏休みの間、ここの家に居候させて欲しい」と願い出る。　
翌朝、目が覚めると、しずくはいなかった。夢を見ていたのだろうと学校に向かった直人が見たのは、転校生として紹介される彼女の姿。その日、彼の家に再びしずくが訪れる。
結局、直人の家に居候することになったが、相変わらず素性は謎のままだった。出会いから3日目、学校に不慣れなしずくを勇希が案内することになる。次第に2人の間に友情らしきものが芽生えてくるが、やがて直人を巡る奇妙な関係へと発展する……。

## 登場キャラクター
深山 直人（みやま なおと）
声 : 酒井哲也（CDドラマ版のみ）
主人公。父の形見のULP（ウルトラライトプレーン）で空を飛ぼうと、ULPの免許を取ることに情熱を抱いている。
瑞雲 しずく（みずも しずく）
声 : 本井えみ
5月16日生まれ。血液型A型。身長160cm。3サイズはB80、W56、H86。
直人の前に突然現れた謎の少女。不思議な力を持っている。性格は優しく、おとなしい。内向的だが責任感は強い。その正体は直人を死の運命から救いに現れた天使だった。
深山 勇希（みやま ゆうき）
声 : 大本眞基子
11月11日生まれ。血液型O型。身長163cm。3サイズはB86、W60、H87。
直人の叔父夫婦の娘であり、いとこである。幼稚園の頃からの幼なじみ。明るく気さくで世話好き。
白菊 桜花（しらぎく おうか）
声 : 倉田雅世
12月8日生まれ。血液型B型。身長155cm。3サイズはB80、W59、H83。
直人の親友である白菊疾風の妹。少しわがままだが、努力を惜しまない健気な一面もある。直人を運命の人と思い込んでいる。
秋水 志菜乃（あきみず しなの）
声 : 松倉羽鶴
1月7日生まれ。血液型O型。身長163cm。3サイズはB80、W55、H82。
直人の通うULPクラブの近くにある喫茶店でアルバイトをしている女子大生。真面目で責任感が強い。
白菊 疾風（しらぎく はやて）
声 : 荻原秀樹
直人の親友。美形なので女子からの人気が高い。妹の桜花をよく気にかけているが、甘やかしはしない。
綾小路 澪（あやのこうじ みお）
声 : 倉田雅世
『Fate of Heart』追加シナリオ勇希編に登場。校内一の美少女と評判の後輩。突然直人に告白してくる。

## 開発
キャラクターの名称は飛行機などの名前からとられており、同名の特攻機に由来する桜花についてはユーザーから指摘が寄せられた。その際の対応について、プロデューサーの市川和弘は「もともとそういうことはわかった上で付けていて、(ユーザーの)皆さんにそれをちゃんと知らしめて、こういうことがあったんだよって悲しい事実をみんなに広めるべきだと思うみたいなことを確か言った気がします。軽はずみな感じで付けたわけではない。」ということを説明して納得してもらったと2020年の座談会の中で振り返っている。
キャラクターデザインは成瀬ちさと。
本作は淡い色使いを特徴としており、KIDの元スタッフである柴田太郎はキャラクターデザイナーの色やデザインのセンスを評価する一方、フルカラーに対応しているドリームキャストで初めて本領を発揮できたのではないかと前述の座談会の中で推測している。

## スタッフ
- シナリオ : 梅田伸明、三浦洋晃
- キャラクターデザイン : 成瀬ちさと
- 音楽 : 阿保剛
- オープニングテーマ「夢のつばさ」
  - 作詞 : 江幡育子[2]、作曲 : 阿保剛、編曲：磯江俊道[2]] / 歌：本井えみ[2]

## 関連商品
- 書籍
  - 電撃攻略王 KID公認 夢のつばさ ビジュアル&攻略ガイド（メディアワークス）ISBN 4-8402-1650-9
- CD
  - 夢のつばさ サウンドコレクション（サイトロン、SCDC00045）
  - 夢のつばさ ドラマCD（サイトロン、SCDC00058）
  - TVパニックプレゼンツ ドラマファンディスク Vol.7 夢のつばさ（サイトロン、TVCD-10007）